# Catherine Reitman
Catherine Marcelle Reitman (Los Angeles, 28 aprile 1981) è un'attrice, produttrice televisiva e sceneggiatrice canadese con cittadinanza statunitense.

## Biografia
È nata a Los Angeles ed è figlia dell'attrice franco canadese Geneviève Robert e del regista Ivan Reitman e sorella degli attori Jason e Caroline Reitman mentre è cognata di Michele Lee.
Dal 2009 è sposata con il produttore Philip Sternberg.

## Filmografia parziale
- I gemelli (Twins), regia di Ivan Reitman (1988)
- Ghostbusters II - Acchiappafantasmi II (Ghostbusters II), regia di Ivan Reitman (1989)
- Un poliziotto alle elementari (Kindergarten Cop), regia di Ivan Reitman (1990)
- Dave - Presidente per un giorno (Dave), regia di Ivan Reitman (1993)
- Beethoven 2, regia di Rod Daniel (1993)
- Space Jam, regia di Joe Pytka (1996) - voce
- Streghe (Charmed) - serie TV, episodio 6x06 (2003)
- La mia super ex-ragazza (My Super Ex-Girlfriend), regia di Ivan Reitman  (2006)
- Molto incinta (Knocked Up), regia di Judd Apatow (2007)
- Laureata... e adesso? (Post Grad), regia di Vicky Jenson (2009)
- How I Met Your Mother - serie TV,  episodio 5x16 (2010)
- Workin' Moms - serie TV, 83 episodi (2017-2023)

## Doppiatrici italiane
Nelle versioni in italiano delle opere in cui ha recitato, Catherine Reitman è stata doppiata da:
- Clorinda Venturiello in La mia super ex-ragazza
- Loretta Di Pisa in How I Met Your Mother

Da doppiatrice è stata sostituita da:
- Ilaria Stagni in Space Jam